# Steel City FC (Pennsylvania)
El Steel City FC es un equipo de fútbol de Estados Unidos que juega en la USL League Two, la cuarta división nacional.

## Historia
Fue fundado a inicios del año 2019 con el nombre Pittsburgh Hotspurs como en primer equipo de una academia juvenil que existe desde los años 1980. Fue uno de los equipos de expansión de la National Premier Soccer League para la temporada 2019. Su primer entrenador fue Tom Campbell, que dijo que el club fue seleccionado en la NPSL debido a que el Fort Pitt Regiment desapareció al terminar la temporada de 2018. Luego de la cancelación de la temporada 2020, el Hotspurs se afilió con el club femenil Steel City FC. En ese año ganó su primer trofeo, la NPSL Members Cup donde vencieron al Cleveland SC, FC Buffalo y a los Erie Commodores FC.
En 2021 los Hotspurs se fusionaron con el equipo juvenil Arsenal FC de Pittsburgh. Antes de iniciar la temporada 2023 toda la organización de los Pittsburgh Hotspurs decidieron cambiar el nombre del club por el de Steel City FC como el equipo femenil.
El Steel City FC hizo su debut en la U.S. Open Cup en 2024, donde perdieron ante los Michigan Stars FC de la NISA en primera ronda por 0-1.
En diciembre de 2024 el Steel City anunció su afiliación a la USL League Two para la temporada 2025, como parte de la recién creada Great Forest Division de la Central Conference.